# 122-га окрема бригада територіальної оборони (Україна)
122-га окрема бригада територіальної оборони (122 ОБрТрО, в/ч А7051) — кадроване в мирний час формування Сил територіальної оборони Збройних сил України у Одеській області. Бригада перебуває у складі Регіонального управління «Південь» Сил ТрО.

## Історія
12 грудня 2018 року, 58 резервістів ОР-2 122 ОБрТрО склали Військову присягу на вірність Українському народові. Загалом, станом на грудень 2018 року, Одеська бригада тероборони налічувала близько 300 чоловік.

## Розгортання
15 лютого 2022 року, на сесії обласної ради, голова Одеської обласної державної адміністрації Сергій Гриневецький повідомив, що в Одесі розгорнуто регіональне командування сил територіальної оборони, формується 122-а бригада та сім окремих батальйонів. У особливий період у регіоні сформують ще одну бригаду та п'ять батальйонів.

## Навчання
12 грудня 2018 року, з особовим складом 122 ОБрТрО розпочався тижневий курс з теоретичної підготовки, навчання з оволодіння зброєю та стрільби.
21 вересня 2020 року, у рамках проведення командно-штабного навчання «Об'єднанні зусилля − 2020» на Одещині розпочалися масштабні навчання з територіальної оборони. Понад 600 військовозобов'язаних з міста та області протягом тижня пройшли злагодження у складі підрозділів.
В червні 2021 року, впродовж тижня, з особовим складом 122 ОБрТрО було проведено заняття з вогневої, інженерної, медичної підготовки, тактики. Результатом зборів стало штабне тренування. Як повідомив командир 122 ОБрТрО полковник Олег Березовський: «Ми можемо говорити чимало про нашу діяльність, але я переконаний, що головним показником є те, що територіальна оборона Одещини на сьогодні готова в разі необхідності ефективно протидіяти ворогу».
5 лютого 2022 року, за участю представників 122 ОБрТрО, в Одеській області на території полігону поблизу меморіалу 412 берегової батареї, перші півсотні одеситів взяли участь у заняттях з цивільної оборони та партизанської боротьби, організованих патріотичною громадськістю міста та ветеранами російсько-української війни на випадок, якщо диктатор країни-агресора все ж таки віддасть наказ своїм військам повністю окупувати нашу країну. Перед початком тренування перед тими, хто зібрався, виступив командир бригади територіальної оборони Одеської області полковник Олег Березовський.

## Структура
- управління (штаб)
- 180-й окремий батальйон територіальної оборони (Подільський р-н)[6]
- 181-й окремий батальйон територіальної оборони (Роздільнянський р-н)
- 182-й окремий батальйон територіальної оборони (Білгород-Дністровський р-н)
- 183-й окремий батальйон територіальної оборони (Чорноморськ)
- 184-й окремий батальйон територіальної оборони (Болградський р-н)
- 185-й окремий батальйон територіальної оборони (Южне)
- 211-й окремий батальйон територіальної оборони (Ізмаїл)

## Командування
- полковник Березовський Олег Федорович (2018—2022)
- полковник Щербіна Сергій Васильович (2022—2024)
- підполковник Носіков Денис Миколайович (2024—т.ч.) [7][8]

## Озброєння
- САУ DITA[9]

## Втрати
- 8 лютого 2023  - Єлегечев Сергій Миколайович («Татарін»), 20.07.1976.  Сержант. Під час обстрілу н.п. Дмитренка Бориславського району Херсонської області отримав важке поранення, від якого помер у Криворізькому військовому шпиталі[10].
- Вибойченко Дмитро Сергійович («Крокодил»), 20.05.1992 р.н. Загинув 8 березня 2023 року під час бою місті Бахмут Донецької області[11].
- 20 березня 2023 — Іванов Дмитро Олександрович, старший солдат, загинув на Донеччині[12].
- 17 січня 2024 - Левуш Вадим Вікторович («Лєвий»), 3.11.1995, смт. Велика Михайлівка Одеської області. Молодший сержант, командир стрілецького відділення стрілецького взводу стрілецької роти. Загинув  року під час ДТП в місті Чорноморськ Одеської області[13].
- 17 січня 2024 - Штьопу Андрій Анатолійович («Малий»), 29.11.1992, с. Капаклієве Роздільнянського району Одеської області. Солдат-кулеметник стрілецького відділення стрілецького взводу. Загинув під час ДТП в місті Чорноморськ Одеської області[14].
- 11 липня 2024 — Вдовін Сергій Сергійович («Льотчик»), капітан[15].
- 21 мая 2024—Огородник Володимир Михайлович («Вован») 11.10.1967, с.Йосиповка Одеської області, Одеского району. Старший солдат, водій-електрик, загинув в м. Донецьк, Покровском рай, с. Нетайлове.
- 21 червня 2025 - Петро Рябоволик,  21 січня 1978 року. Загинув під час виконання бойового завдання поблизу села Новопіль Великоновосілківського району Донецької області[16].